# دمیتری لپیکوف
دمیتری لپیکوف (به انگلیسی: Dmitry Lepikov) (زادهٔ ۲۱ آوریل ۱۹۷۲) شناگر اهل روسیه است.